# Sea Cows Bay Recreation Ground
Sea Cows Bay Recreation Ground – wielofunkcyjny stadion w Threllfall na Brytyjskich Wyspach Dziewiczych, na którym odbywają się głównie mecze piłki nożnej i zawody lekkoatletyczne. Na obiekcie organizowany jest przez BVI Horse Racing Association turniej Ellis Thomas Downs Race Track.